# Cinco Pinos
Cinco Pinos è un comune del Nicaragua facente parte del dipartimento di Chinandega.

## Amministrazione

### Gemellaggi
Cinco Pinos è gemellata con:
- Mollet del Vallès